# قائمة حكام مصر أيام الحملة الفرنسية
- نابليون بونابرت - 25 يونيو 1798 - 22 أغسطس 1799
- كليبر - 22 أغسطس 1799 - 14 يونيو 1800
- جان جاك مينو - 14 يونيو 1800 - 26 يونيو 1801